# Alcampell
Alcampell (en catalan El Campell) est une commune de la province de Huesca dans la communauté autonome de l'Aragon en Espagne. Elle est située dans la comarque de la Litera/Llitera. De langue catalane, elle fait partie de la Frange d'Aragon.

## Démographie
| 1900  | 1910 | 1930 | 1940 | 1950  | 1960 | 1970 | 1978  | 1991  | 1996  | 2001 | 2004 | 2008 |
| ----- | ---- | ---- | ---- | ----- | ---- | ---- | ----- | ----- | ----- | ---- | ---- | ---- |
| 1.863 | -    | -    | -    | 1.941 | -    | -    | 1.358 | 1.075 | 1.015 | 873  | 849  | 796  |

## Sites et patrimoine
Les édifices et sites notables de la commune sont :
- Église paroissiale Sainte-Marguerite (es)
- Chapelle Sainte-Marguerite
- Clot de Turrent
- Ancien moulin de Falagué